# Hrebenne (powiat hrubieszowski)
Hrebenne – wieś w Polsce położona w województwie lubelskim, w powiecie hrubieszowskim, w gminie Horodło.
W latach 1975–1998 miejscowość należała administracyjnie do województwa zamojskiego.
| SIMC    | Nazwa            | Rodzaj    |
| ------- | ---------------- | --------- |
| 0888818 | Franusin         | część wsi |
| 0888824 | Kolonia Hrebenne | część wsi |

Wieś jest sołectwem w gminie Horodło. W 2006 r. wieś zamieszkiwały 422 osoby. Według Narodowego Spisu Powszechnego (III 2011 r.) liczyła 371 mieszkańców i była piątą co do wielkości miejscowością gminy Horodło.

## Wspólnoty wyznaniowe
- Wierni Kościoła rzymskokatolickiego należą do parafii w Horodle, kościół filialny - św. Mikołaja[10].
- Zbór i Sala Królestwa Świadków Jehowy[11].
- Do 1938 roku w Hrebennem znajdowała się cerkiew unicka z 1773 roku, od 1875 prawosławna[12], nieczynny cmentarz prawosławny, dawniej greckokatolicki, założony w pierwszej połowie XIX w.[10].